# Carlos Moya Valgañón
Carlos Moya Valgañón (Córdoba, 10 de junio de 1936) es un sociólogo español, catedrático emérito de la UNED.

## Biografía
Carlos Moya nace en Córdoba en 1936, hijo de enseñantes republicanos represaliados. Estudia Derecho en la Universidad de Valencia, becado en el Colegio Mayor San Juan de Ribera de Burjasot, licenciándose en 1957. Una beca predoctoral de la Fundación Oriol y Urquijo para ampliar estudios le permitirá estudiar sociología en la Universidad de Colonia, en Alemania, durante tres años, de 1958 a 1961, integrado en el Departamento de Sociología que en esa época dirige René König, importante figura de la sociología europea de posguerra. A su regreso, defiende su tesis doctoral (Problemas fundamentales de la teoría sociológica: de Marx a Durkheim y al estructural-funcionalismo) en la facultad de Derecho de la Universidad de Valencia en 1963.

## Trayectoria
En 1964 se incorpora a la Universidad Complutense de Madrid como profesor Ayudante de la Cátedra de Filosofía del Derecho ocupada por Joaquín Ruiz-Giménez. Se integra entonces en un grupo de profesores universitarios e intelectuales opuestos a la dictadura liderado por el profesor Enrique Tierno Galván. Será cofundador y profesor de CEISA (Centro de Estudios e Investigaciones S.A.), una escuela crítica de Ciencias Sociales impulsada por José Vidal Beneyto, lugar de encuentro y formación de la sociología española (aún fuera de las instituciones) y que fue clausurado por las autoridades franquistas en 1968. Enseña Filosofía de la Ciencia Social en la Facultad de Ciencias Políticas y Económicas de la Universidad Complutense desde 1967 hasta 1971, año en que se traslada a la Universidad de Bilbao, donde gana la cátedra de Sociología.
En 1974 regresa a Madrid, donde dirige el Instituto de Ciencias de la Educación de la UNED y pone en marcha el Departamento de Ciencias Sociales de esta universidad. En esos años publica varias obras, interesándose en particular por la teoría sociólogica, la burocracia y las élites económicas en España.
En septiembre de 1977 toma posesión de la cátedra de Cambio Social, en la Facultad de Ciencias Políticas y Sociología de la Universidad Complutense de Madrid, de la que será decano de 1980 a 1982. También dirigirá en esos años el Departamento de Sociología I (Cambio Social) de dicha facultad. Desarrolla entonces diversos trabajos sobre temas como la racionalidad occidental, el Estado nacional, la identidad colectiva y la religión. En 1983, el CIS premia su trabajo Puritanismo, monoteísmo, tabú del incesto, inédito.
En 1989 se traslada al Departamento de Sociología I de la UNED, que dirige durante algunos años y del que fue catedrático emérito. Desde mediados de los 90, se interesa por el análisis de las religiones monoteístas, trabajo que prosigue en la actualidad.

## Reconocimientos
El 27 de abril de 2011, se le hace entrega del Premio Nacional de Sociología y Ciencia Política de 2010 en reconocimiento a toda su carrera.

## Obras
- Sociólogos y sociología (1970)
- Teoría sociológica: una introducción crítica (1971)
- Burocracia y sociedad industrial (1972)
- El poder económico en España: 1939-1972 (1975)
- De la ciudad y de su razón. Del logos político a la razón sociológica (1977)
- (codirigido con José Jiménez Blanco) Teoría Sociológica Contemporánea (1978)
- Señas de Leviatán: Estado nacional y sociedad industrial en España, 1936-1980 (1984)
- Mahoma, Dar-el-Islam y Maimónides: dos ensayos sobre el monoteísmo semita (Huerga y Fierro editores, 2008)